# Eurypygimorphae
Eurypygimorphae è un clade di uccelli che contiene gli ordini Phaethontiformes (fetonti) e Eurypygiformes (kagu e tarabusi del sole) recuperato da un'analisi del genoma. Questa parentela è stata identificata per la prima volta nel 2013 sulla base dei loro geni. Storicamente questi uccelli furono collocati in diversi ordini, con i fetonti in Pelecaniformes e i kagu e tarabusi del sole in Gruiformes, anche se nell'ultimo decennio varie analisi genetiche li avevano collocati nel quasi obsoleto clade Metaves di incerta collocazione all'interno di quel gruppo. Il loro sister taxon è probabilmente Aequornithes.